# Manusze
Manusze (rom. Manuša, fr. Manouches, od romskiego słowa manuš „człowiek”) – językowo-etnograficzna grupa Romów, tradycyjnie mieszkająca w Belgii oraz w północnej części Francji, głównie w Alzacji.
Nazwą tą określa się na ogół mówiącą dialektem północno-zachodniej gałęzi języka romani społeczność Sintich, mieszkającą na terenach francuskojęzycznych. Z pozostałymi Sinti łączy ich zarówno język, podobne rozumienie zasad Romanipen, jak i zakres tradycyjnie wykonywanych zawodów (handel końmi, wróżbiarstwo, muzykanctwo, różne formy rozrywki, np. cyrk itd.). Do dziś praktykują sezonowe koczownictwo ekonomiczne dzięki francuskim regulacjom prawnym, które tamtejszym Gens du voyage umożliwiają nie tylko elastyczny system szkolnictwa dzieci, lecz także postój na specjalnie do tego celu wyznaczonych miejscach parkingowych. Obecnie główną, stosowaną przez nich formą transportu są samochody osobowe z przyczepami kempingowymi, które zastąpiły tradycyjne wozy konne (patrz: tabor cygański). Ich dialekt na przestrzeni wieków uległ silnym wpływom niemczyzny, zaś obecnie jest stopniowo wypierany przez język francuski z powodu wpływu kultury masowej.